# ناوكي تسوباكي
ناوكي تسوباكي (باليابانية: 椿 直起) (مواليد 23 يونيو 2000) هو لاعب كرة قدم ياباني.

## وصلات خارجية
- ناوكي تسوباكي على موقع الاتحاد الدولي (مؤرشف)  (الإنجليزية)
- ناوكي تسوباكي على موقع رابطة كرة القدم اليابانية للمحترفين (اليابانية)
- ناوكي تسوباكي على موقع إي إس بي إن إف سي (الإنجليزية)
- ناوكي تسوباكي على موقع قاعدة بيانات كرة القدم.إي يو (الإنجليزية)
- ناوكي تسوباكي على موقع Soccerbase.com (لاعب) (الإنجليزية)
- ناوكي تسوباكي على موقع Soccerway.com (الإنجليزية)
- ناوكي تسوباكي على موقع عالم كرة القدم.نت (الإنجليزية)